# كارلوس إدواردو ماركيز
كارلوس إدواردو ماركيز (باللغة البرتغالية:Carlos Eduardo Marques) مواليد 18 يوليو 1987 في أخوريكابا Ajuricaba في البرازيل. وزنه 68 كجم، وطوله 171 سم. يلعب بالقدم اليسرى، لاعب مهاجم أكثر منه وسط، بدأ مع نادي غريميو في البرازيل عام 2007، يمتاز بالسرعة وحسن التمريرات والمراوغة والتسديدات القوية لعب مع نادي غريميو كمهاجم في الجبهة اليسرى، سجل 18 هدف في 29 مباراة مع غريميو ثم انتقل إلى نادي هوفينهايم الألماني عام 2007 ولعب في خط الوسط من الجهة اليسرى، ساعد فريقه بالصعود إلى الدرجة الأولى بشكل كبير وجعل فريقه يقدم نكهة خاصة في دوري الدرجة الأولى ولعب مع فريق هوفينهايم 87 مباراة سجل 13 هدف، وجدد النادي عقده لمدة موسمين، ويعتبر إيه سي ميلان أبرز المطاردين لهذا اللاعب بناء على رغبة ألكسندر باتو باللعب بجانبه.

## مسيرته الرياضية
| اسم النادي      | السنوات       |
| --------------- | ------------- |
| يويفا أخوريكابا | ؟-2003        |
| غريميو          | 2003-2007     |
| هوفنهايم        | 2007-2010     |
| روبين كازان     | 2010-إلى الآن |

## روابط خارجية
- كارلوس إدواردو ماركيز على موقع الاتحاد الدولي (مؤرشف)  (الإنجليزية)
- كارلوس إدواردو ماركيز على موقع قاعدة بيانات كرة القدم.إي يو (الإنجليزية)
- كارلوس إدواردو ماركيز على موقع قاعدة بيانات كرة القدم.إي يو (الإنجليزية)
- كارلوس إدواردو ماركيز على موقع بيانات كرة القدم. دي إي (الألمانية)
- كارلوس إدواردو ماركيز على موقع ناشيونال فوتبول تيمز (الإنجليزية)
- كارلوس إدواردو ماركيز على موقع Soccerway.com (الإنجليزية)
- كارلوس إدواردو ماركيز على موقع عالم كرة القدم.نت (الإنجليزية)
- كارلوس إدواردو ماركيز على موقع AS.com (الإسبانية)